# Kuzel
Kuzel (en rus: Кузель) és un poble (un raziezd) de l'óblast de Kémerovo, a Rússia, que en el cens del 2010 tenia 359 habitants, pertany al districte de Taigà.